# العلاج بتعطيل النسق
العلاج بتعطيل النسق هو منهج للعلاج النفسي يعالج الانفعالات المختلة وظيفيًا والسلوكيات غير المتكيفة، والعمليات والمحتويات الإدراكية عبر عدد من الإجراءات المنهجية الصريحة الهادفة. يشير الاسم إلى عملية تعطيل النسق التي تعتمد على مفهوم النُسُق الإدراكية كما قدمه آرون تي بيك. طور جاك أ. آبشي منهجيات العلاج بتعطيل النسق بدمج خطوة عملية التصديق - التوضيح - إعادة التوجيه الفريدة مع عناصر من العلاج بالقبول والالتزام ( إيه سي تي)، والعلاج السلوكي الجدلي (دي بي تي)، واليقظة لإجراء (إحداث) تغيير دائم في السلوك.

## النظرية
أنشأ العلاجَ بتعطيل النسق (إم دي تي) جاك أ. آبشى الذي أدرك أوجه القصور في النظرية الإدراكية والعلاجات السلوكية الإدراكية، وخاصة لعلاج مجموعات الأشخاص الذين يعانون من مشاكل نفسية معقدة. وُضِع تصور العلاج السلوكي الإدراكي (سي بي تي) أساسًا بدمج العلاج السلوكي مع علم النفس الإدراكي الذي صاغه آرون تي بيك. على هذا الأساس، تركز مناهج العلاج الإدراكي السلوكي بشكل أساسي على الحاضر بدلاً من الماضي، والتغيير السلوكي كهدف رئيسي، والعمليات الحالية التي تبقي على المشكلة بدلاً من الأسباب الجذرية. تقليديًا، ينظر العلاج السلوكي الإدراكي (سي بي تي) إلى مظهر المشكلة الناتج عن التفكير المختل وظيفيًا، وهو ما يعد موضع خلاف بصفته معتقدات غير عقلانية، ويستبدل باستخدام الحجج المنطقية.
في نهاية المطاف أدرك بعض الممارسين أن الإدراك المختل وظيفيًا لا ينبغي أن يُنكَر. نتيجة لذلك، بدأت موجة جديدة من العلاجات السلوكية الإدراكية في التشكل، والتي وصفها بـ «الموجة الثالثة» البروفيسور ستيفن هايز، الذي استمر في تطوير نظرية الإطار العلائقي وعلاج القبول والالتزام. (كان العلاج السلوكي هو الموجة الأولى والعلاج الإدراكي هو الثانية). وافق د. جاك أ. آبشي بشكل عام على هذا المبدأ، ولكنه اعتقد أيضًا أن هناك فائدةً في استكشاف أصول عمليات التفكير غير المتكيفة بالإضافة إلى التصديق على أن وجودها أمر معقول بالنظر إلى تجارب الفرد السابقة التي تستند إليها معتقداته الأساسية.
أكد آرون تي بيك أن عمليات التفكير أو الإدراك تحدد إلى حدٍ كبير كيف يشعر الناس ويتصرفون، مما قد يجعلنا عرضة للضوائق النفسية. ترتبط نقاط الضعف هذه ببنى الشخصية - معتقدات الشخص الأساسية عن نفسه والعالم من حوله. تتطور بنى الشخصية إلى حد كبير نتيجة الاستجابة للمحفزات والخبرات البيئية. عندما تكون هذه مؤلمة (مفجعة) وتحرم الشخص من الاحتياجات النفسية، فقد يُنظر إلى آلية التأقلم على أنها غير متكيفة مقارنة بالظروف الطبيعية. يشار إلى البنى الشخصية على أنها مخططات الإدراكية، والتي – معًا (مجتمعةً) - تُعلم الشخص كيف يتصرف في موقف معين. غالبًا ما تُنشط المخططات الإدراكية تلقائيًا وتتجمع معًا لتشكل نُسُقًا إدراكية لمظاهر سلوكية عميقة وثابتة مثل الاكتئاب والعدوان.
في العلاج بتعطيل النسق (إم دي تي)، يُصدَّق على هذه النُسُق والمعتقدات الأساسية المرتبطة بها وتُطبَّع من منظور العميل بتنمية الوعي والقبول بوجودها بدلاً من معارضة أي اعتقاد لكونه غير منطقي أو «سيء». الافتراض هو أن الوعي والقبول يحسن الرابطة بين المعالج –العميل، وتعاون العميل، والتزامه، وتحفيزه، مما يتيح عملية تغيير علاجي فعالة ودائمة.

## الممارسة
يدمج تطبيق العلاج بتعطيل النسق (إم دي تي) خطوة عملية التصديق - التوضيح - إعادة التوجيه (في سي آر) الفريدة مع عناصر مختارة من العلاج بالقبول والالتزام، والعلاج السلوكي الجدلي، واليقظة (علم النفس) عبر عملية منهجية وتعاونية لوضع تصور الحالة والتنفيذ.

### التقييم
يشكل وضع تصور الحالة مخطط عملية التخطيط والتنفيذ في العلاج بتعطيل النسق (إم دي تي)، وتستند إلى إجراء تقييم منهجي يهدف إلى تحديد وتوضيح وصياغة تسلسل «المعتقدات الأساسية ß المخاوف ß  الأفكار والمشاعر ß السلوك». أولاً، تجرى مقابلة سريرية شبه منظمة لتشكيل الأساس لإجراء مزيد من اختبارات القياس النفسي. يجري المعالج مسحًا (يملأ استبيانًا) لتصنيف نمط العميل مع مدخلات من العميل، والوالد / الوصي، وأفراد الأسرة، وغيرها من السجلات، متضمنةً سجلات الاعتقال والسجلات الطبية حيثما كانت ذات صلة. وتشمل المعلومات العائلية، وإساءة استعمال المواد المخدرة، والفحص الطبي، والإهمال، والإيذاء البدني والجنسي، والسجل الجنائي، والمعطيات التعليمية، والانفعالية، والسلوكية، والفسيولوجية، ومعطيات العلاقات الشخصية. وتُدون أيضًا توقعات العلاج والاستعداد للتعاون.
ثانياً، يُملأ استبيان قوة المخاوف وتسجل نقاطه. تُسجل استجابات مقياس ليكرت المكون من 60 فقرة كل منها 4 نقاط لدراسة خمس فئات فرعية من المخاوف، ألا وهي رد الفعل الشخصي- الخارجي، رد الفعل الشخصي-الداخلي/مفهوم الذات، البيئية، المادية، وسوء المعاملة (الإيذاء). الاختبار حساس للكشف عن الصدمة ويحدد ويقيِّم الخوف المحدد والمواقف المرتبطة به. كما تُحدد المخاوف المعرقلة للحياة.
بعد ذلك، يملأ العميل استبيان المعتقدات الأساسية المركب (سي سي بي كيو)، وهو نموذج لمقياس ليكرت مكون من 96 فقرة كل منها 4 نقاط (نسخة قصيرة). تعلم النتيجة المعالج بشكلٍ أولي بسمات وبنية شخصية العميل، وكذلك المعتقدات المحتملة المهددة الحياة والمعرقلة للعلاج. بموجب هذا، يساعد استبيان المعتقدات الأساسية المركب (سي سي بي كيو)، في تحديد معتقدات العميل وأفكاره الكامنة التي توجه سلوكه. يُوضَّح كل اعتقاد ويُستَكمل بأمثلة.

### وضع تصور الحالة
تُستخدم نتائج وتحليلات تصنيف نمط العميل، وتقييم الخوف، واستبيان المعتقدات الأساسية المركب (سي سي بي كيو) في تجميع استمارتي عمل «المحفزات، والمخاوف، والمتَجنّبات، وارتباط المعتقدات الأساسية المركب» (تي إف إيه بي) و «تجمع المعتقدات والسلوكيات» (سي أو بي بي). يربط تحليل الحالة المعتقدات، والمخاوف، والسلوكيات الإشكالية بالمحفزات لتحديد عمليات تنشيط النسق التي يجب تعطيلها. تُستكمَل العملية التعاونية لوضع تصور الحالة بنموذج تطوير العلاج الوظيفي (إف تي دي إف)، الذي يُعلم ويراقب تخطيط العلاج والتقدم المحرز.
يستخدم نموذج ارتباط المعتقدات الأساسية المركب (تي إف إيه بي) لربط محفزات محددة بالمخاوف والمعتقدات الأساسية، بينما يأخذ تجمع المعتقدات والسلوكيات (سي أو بي بي) العملية خطوة إلى الأمام من خلال ربط كل معتقد أساسي بسلوك محدد. تُحدد بعد ذلك المعتقدات البديلة الفعالة أو الأفكار البديلة الصحية والاستراتيجيات التعويضية، والتي تُطور وتُعزز من خلال عملية التصديق - التوضيح - إعادة التوجيه (في سي آر).

### التصديق– التوضيح - إعادة توجيه
التصديق - التوضيح - إعادة التوجيه (في سي آر) للاعتقاد البديل الفعال هو ما يفرق العلاج بتعطيل النسق (إم دي تي) عن غيره من المناهج المعتمدة على العلاج السلوكي الإدراكي. في التصديق، يستكشف المعالج أي أثر للحقيقة في تصورات أو معتقدات العميل ويعتبرها ردود فعلٍ معقولة بالنظر إلى تجارب حياته/ها. في التوضيح، يوضَّح مضمون ردود فعل العميل مع تشجيع الوعي والقبول. في إعادة التوجيه، يدفع المعالج العميل إلى قبول اعتقاد بديل فعال عبر الالتزام والتحفيز للعمل على إيجاد بدائل إيجابية أكثر دعمًا لأهدافه وطموحاته في الحياة.